# Notholebias
Notholebias ist eine Gattung der Saisonfische aus der Familie Rivulidae und gehört zur Gruppe der Eierlegenden Zahnkarpfen. Die Arten dieser Gattung erreichen eine Standardlänge von 2,8 cm. Das Verbreitungsgebiet der Arten dieser Gattung ist auf den Atlantischen Regenwald zwischen dem Rio São João und dem Rio Guandu beschränkt. Sie sind dort in temporären Tümpeln in offener Restinga-Vegetation und Randgebieten angrenzender Laubwälder beheimatet. Restinga bestehen aus savannenähnlichen Flächen, die meist von Gräsern und Rohrkolben bewachsen sind. Die Notholebias-Arten sind durch die Verstädterung und Abholzung in der Region um Rio de Janeiro stark bedroht.

## Merkmale
Notholebias-Arten unterscheiden sich von den anderen Arten des Tribus Cynopoecilini durch dunkelrotbraune Streifen in der Schwanzflosse der Männchen, in der Morphologie der Zähne und des Kiefers und durch das Vorhandensein von Kontaktorganen auf der Innenseite der Brustflossen der Männchen.

## Arten
Die Gattung Notholebias umfasst folgende vier Arten:
- Notholebias cruzi (Costa, 1988)
- Notholebias fractifasciatus (Costa, 1988)
- Notholebias minimus (Myers, 1942)
- Notholebias vermiculatus Costa & Amorim, 2013